# 陸鴻儀

陸鴻儀

陸鴻儀（1880年—1952年），字棣威，号立盦，江蘇苏州人，清朝官员，中华民国律师，中华人民共和国法官。

## 生平
清朝光緒二十九年（1903年），登進士，改庶吉士。同年闰五月，改翰林院庶吉士。光緒三十三年（1907年），授翰林院編修。1907年选送日本中央大学，攻读法律。宣统三年（1911年）夏，学成归国。中华民国成立后，历任北京政府司法部佥事，大理院推事、庭长，修订法律馆总纂、副总裁。
1923年，因曹锟贿选总统，陸鴻儀愤而辞职，回到家乡苏州。后来在苏州设律师事务所。1936年，救国会七君子案中，擔任第二被告章乃器的第一辩护律师。
抗日战争全面爆发前夕，自费印发日本内阁总理大臣田中义一在1927年炮制的大陆政策《田中奏折》3000份，揭露日本侵华图谋。八一三事变后，陆鸿仪携家人到四川，任中共的《新华日报》社法律顾问。抗日战争胜利后，回到苏州继续任律师，拒绝为汉奸出庭辩护。1945年，中共苏州地下党创办文心图书馆，陆鸿仪任董事长。1947年，在上海同济大学学潮案中，陆鸿仪出任辩护律师，配合中共党组织营救被捕学生。后在上海、苏州之间奔走，多次参与营救被拘捕的中国共产党党员与民主人士。
1949年4月，中国人民解放军攻占苏州，陆鸿仪当选为苏州市第一届各界人民代表会议特邀代表。1949年10月赴北京，任中央人民政府最高人民法院委员兼民事审判庭庭长。
1952年2月1日，陆鸿仪在北京协和医院病逝。陆鸿仪委员治丧委员会发出讣告，定于1952年2月3日在北京嘉兴寺举行追悼会。时任全国政协副主席、中央人民政府委员、最高人民法院院长等职的沈钧儒亲写“洁已奉公，守法不渝”挽词。